# Zentralbank der Republik San Marino
Die Banca Centrale della Repubblica di San Marino (kurz: BCSM) ist die Zentralbank der Republik San Marino.
Die 2005 gegründete BCSM ist die Aufsichtsbehörde der Finanzen, Banken und Versicherungen von San Marino. Sie führt die Beobachtung und Kontrolle des Zahlungssystems, die Förderung von   Verhaltenskodizes und Betriebsstandards, Leitlinien, Empfehlungen und Bestimmungen für die Kontrolle und Prävention von Unregelmäßigkeiten der Operatoren durch.  

## Aufgaben
Gegenstand der Aufsicht sind Banken, Finanzgesellschaften, Treuhandgesellschaften, Verwaltungsgesellschaften von Investmentfonds, Wertpapierfirmen, Versicherungsgesellschaften, Subjekte, die das Amt des Treuhänders, Finanzplaners und Versicherungsvermittlers innehaben. Zu den wichtigsten Funktionen gehört, die Stabilität des Finanzsystems im Lande zu gewährleisten, und der Schutz der Anleger. 
Die Zentralbank ist auch die Währungsbehörde, sie steuert das System der Zahlungen und führt Beratungstätigkeiten durch. Die BCSM hat die Macht, nach dem 2004 eingeführten Anti-Geldwäsche-Gesetz auch  Vermögenswerte zu blockieren und somit Terrorismusfinanzierung zu unterbinden. Das Gesetz vom 29. Juli 2013 n. 101 regelt die Umsetzung der Währungsvereinbarung vom 27. März 2012 zwischen der Republik San Marino mit Italien und der Europäischen Union.

## Struktur
Die BCSM hat ihren Sitz in Stadt San Marino. 
Mehrheitsaktionär der CBSM ist der Staat, der 67 % der Anteile besitzt; die restlichen Anteile halten die Cassa di Risparmio della Repubblica di San Marino S.p.A. 16 %, Banca di San Marino S.p.A. 6 %, Banca Agricola Commerciale Istituto Bancario Sammarinese S.p.A. 5 %, Banca CIS – Credito Industriale Sammarinese S.p.A. mit 5 % und Banca Sammarinese di Investimento S.p.A. 1 %.